# 미도리바시역
미도리바시역(일본어: 緑橋駅, みどりばしえき)은 오사카부 오사카시 히가시나리구에 있는 철도역이다.

## 이용 가능 철도 노선
- 오사카 시 교통국
  - ■ 주오 선
  - ■ 이마자토스지 선

## 역 구조
두 노선 모두 1면 2선 승강장의 지하역이다. 개찰구는 주오 선 플랫폼 동서 2개와 이마자토스지 선 플랫폼 측 1곳의 합계 3곳이다. 주오 선 승강장 서쪽 개찰구 부근에서 이마자토스지 선 승강장으로 연결 통로가 있다. 이마자토스지 선 승강장에서 주오 선 승강장을 향해 있는 연결 통로에 움직이는 보도가 설치되어 있다.
당역은 아와자 관할 역에 소속하고 있으며 역장이 배치되어 있다. 또, 이 역과 후카에바시 역을 관할한다.

### 주오 선
| 1 | ■ 주오 선 | 나가타·이코마·갓켄나라토미가오카 방면 |
| 2 | ■ 주오 선 | 혼마치·벤텐초·유메시마 방면           |

### 이마자토스지 선
| 1 | ■ 이마자토스지 선 | 이마자토 행                      |
| 2 | ■ 이마자토스지 선 | 다이시바시이마이치·이타카노 방면 |

## 역세권 정보
- 미도리바시

## 역사
- 1967년 3월 24일: 주오 선이 영업 개시.
- 2006년 12월 24일: 이마자토스지 선 영업 개시, 환승역이 됨.

## 인접역
| ■ 오사카 메트로 주오선       | ■ 오사카 메트로 주오선 | ■ 오사카 메트로 주오선     |
| ---------------------------- | ---------------------- | -------------------------- |
| C19 모리노미야 유메시마 방면 |                        | 후카에바시 C21 나가타 방면 |

| ■ 오사카 메트로 이마자토스지선 | ■ 오사카 메트로 이마자토스지선 | ■ 오사카 메트로 이마자토스지선 |
| ------------------------------ | ------------------------------ | ------------------------------ |
| I19 시기노 이타카노 방면       |                                | 이마자토 I21 이마자토 방면     |